# سر بغنجو زويية (ده كردي)
سر بغنجو زويية (بالفارسية: سر بگجو زوییه) هي قرية تقع في إيران في البلدة المركزية. يقدر عدد سكانها بـ 15 نسمة .